# Kłodawa
Kłodawa (deutsch 1940–1945: Tonningen) ist eine Stadt im Powiat Kolski der Woiwodschaft Großpolen in Polen. Sie ist Sitz der gleichnamigen Stadt-und-Land-Gemeinde mit 12.706 Einwohnern (Stand 31. Dezember 2020) und liegt 20 km von der Kreisstadt Koło entfernt.

## Geschichte
Das Stadtrecht erhielt die Siedlung am 9. August 1430 von Władysław II. Jagiełło.
Bei der Zweiten Teilung Polens kam Kłodawa 1793 unter preußische Herrschaft. 1806 wurde die Stadt Teil des Herzogtums Warschau und ab 1815 Teil Kongresspolens. 1867 verlor Kłodawa sein Stadtrecht. Nach Ende des Ersten Weltkriegs wurde der Ort Teil des neu gebildeten Polens und erhielt 1925 wieder das Stadtrecht verliehen.

## Gemeinde
Zur Stadt-und-Land-Gemeinde (gmina miejsko-wiejska) Kłodawa gehören die Stadt selbst und eine Reihe von Dörfern und Siedlungen. Sie hat eine Fläche von fast 129 km².

## Persönlichkeiten
- Aaron Kosminski (1865–1919), Verdächtiger im Fall „Jack the Ripper“
- Janina Traczykówna (1930–2022), Schauspielerin
- Thaddäus Zajaczkowski (1939–2023), Urologe und Medizinhistoriker
- Andrzej Ruciński (* 1958), Politiker